# 圣保禄圣殿 (多伦多)
圣保禄圣殿（英語：St. Paul's Basilica）是加拿大安大略省多伦多最古老的罗马天主教堂区，位于市中心以东科克镇社区，皇后街和国会街交叉点附近的鲍华街83号。
该堂创建于1822年，是金斯敦和温莎之间唯一的天主教堂区。1824年在此建造了红砖教堂。1842年多伦多教区成立，圣保禄堂曾作为临时主教座堂，直到1848年圣弥额尔圣殿主教座堂完成。
由建筑师约瑟夫·康纳利设计的美丽的意大利式教堂于1889年12月22日建成，模仿了罗马的城外圣保禄大殿。修建新堂是为了满足新移民的需要。

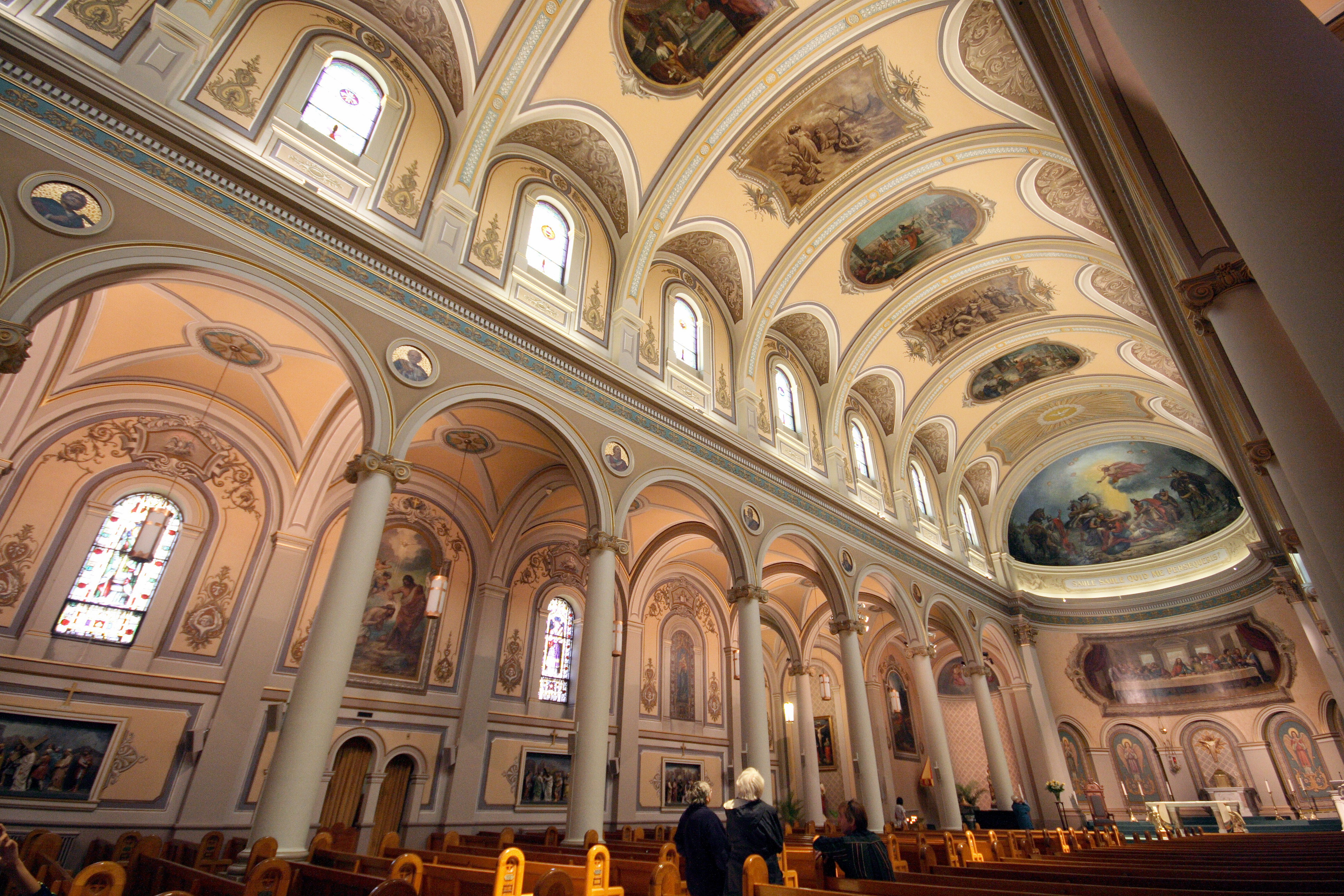
内部

由于爱尔兰移民的大量增加，于1857年新建了墓地。
1999年8月3日，若望保禄二世将该堂升格为宗座圣殿。